# Acanthocephalus srilankensis
Acanthocephalus srilankensis är en hakmaskart som beskrevs av Crusz och Ching 1976. Acanthocephalus srilankensis ingår i släktet Acanthocephalus och familjen Echinorhynchidae. Inga underarter finns listade i Catalogue of Life.